# Clitomaque de Carthage
Clitomaque (en grec ancien Κλειτόμαχος) est un philosophe académicien, successeur de Carnéade (187 ou 186 av. J.-C. - Athènes en 110 ou 109 av. J.-C.).

## Notice biographique
Né à Carthage sous le nom d'Hasdrubal, il enseigne dans sa ville, puis émigre à Athènes à l'âge de quarante ans. Au moment de la destruction de sa ville natale en 146 av. J.-C. à l'issue de la troisième guerre punique, il compose une élégie de circonstance pour consoler ses compatriotes. Cette généreuse pensée est approuvée par les Romains.
En 128 av. J.-C., vers l'âge de soixante ans, il succède à Carnéade comme chef de la Nouvelle Académie qu'il dirige jusqu'en 110 av. J.-C. C'est à cette époque qu'il se fait appeler Clitomaque.
Célèbre et honoré, il publie plus de quatre cents traités, qu'utilisera explicitement Cicéron, dont De la nature des Dieux.
Parvenu à un âge avancé, il se donna la mort. On sait que deux des œuvres de Clitomaque étaient dédicacées à des Romains célèbres, Lucilius et Lucius Marcius Censorinus, ce qui suggère que son travail était apprécié à Rome.

## Sources
- Extrait de Histoire de la littérature tunisienne, tome 1, de Jean Fontaine
- Diogène Laërce, Vies, doctrines et sentences des philosophes illustres [détail des éditions] (lire en ligne)